# Giambattista Spinola (cardinal, 1695)
Pour les articles homonymes, voir Spinola.
Giambattista Spinola, iuniore (né le 4 août 1646 à Gênes, alors dans la république de Gênes, et mort à Rome le 19 mars 1719) est un cardinal italien de la fin du XVIIe siècle et du début du XVIIIe siècle. 
Il est un neveu du cardinal Giulio Spinola (1666). Les autres cardinaux de la famille Spinola sont Ugo Pietro Spinola (1733), Agostino Spinola (1527), Filippo Spinola (1583), Orazio Spinola (1606), Agustín Spínola (1621), Giandomenico Spinola (1626), Giambattista Spinola, seniore (1681), Niccolò Spinola (1715), Giorgio Spinola (1719), Giovanni Battista Spinola (1733) et Girolamo Spinola (1759).

## Biographie
Giambattista Spinola exerce des fonctions au sein de la Curie romaine, notamment comme gouverneur de Tivoli, Fano et Ascoli, percepteur de l'hôpital de S. Spirito in Sassia à Rome, gouverneur de Rome, vice-camerlingue de la Sainte Église et référendaire du tribunal suprême de la Signature apostolique.
Le pape Innocent XII le crée cardinal lors du consistoire du 12 décembre 1695. Le cardinal Spinola est légat apostolique à Bologne et camerlingue de la Sainte-Église de 1698 à 1719. Il participe au conclave de 1700, lors duquel Clément XI est élu.

### Sources
- Fiche du cardinal sur le site fiu.edu